# Darko Milanič
Darko Milanič (Izola, 18 de diciembre de 1967) es un exfutbolista y entrenador esloveno. Actualmente está sin club.
Como jugador de desempeñaba en el puesto de defensa. Fue internacional con la antigua Yugoslavia y con Eslovenia de la que fue capitán.

## Carrera

### Como jugador
Comenzó su carrera como profesional en el equipo de su ciudad natal, el NK Izola, hasta que el Partizan de Belgrado lo ficha en la Temporada 1986/87. En la temporada 1993/94 abandona el club serbio, para irse al Sturm Graz, habiendo ganado una liga y dos copas de Yugoslavia.
En el equipo austriaco se consolida como uno de los mejores defensas de Europa. Tanto es así que está en el Once Ideal de Jugadores que actualmente son entrenadores. Con el equipo austriaco gana dos Bundesligas, tres Copas y dos Supercopas antes de retirase en el año 2000 debido a una lesión.
Como internacional representó a la selecciones yugoslava y eslovena. Con Yugoslavia jugó cinco partidos e incluso se le incluyó en la selección para participar en la Eurocopa de 1992 si bien al final no dejaron participar al país por la Guerra de los Balcanes y a que Eslovenia ya había sido creada como país.
Con la selección eslovena, de la que llegó a ser capitán en la Eurocopa del 2000, jugó 42 partidos.

### Como entrenador
Comenzó su etapa como entrenador en el equipo esloveno del NK Primorje en el que estuvo dos temporadas, la 2004/05 y la 2005/06.
La siguiente temporada pasó a formar parte del equipo técnico de Franco Foda en el Sturm Graz como segundo entrenador.
Una temporada después vuelve al fútbol esloveno para dirigir al ND Gorica, club en el que estuvo una única temporada.
En la temporada 2008/09 comienza su primera etapa en el NK Maribor que durará hasta el final de la 2012/13 cuando renuncia del cargo. En ese periplo ganó cuatro títulos de liga y tres de copa.
El 4 de junio de 2013 firma un contrato con el Sturm Graz por tres años para sustituir al entrenador interino Markus Schopp. Estuvo una twemporada completa y lo abandonó para firmar por el Leeds United, club en el que sólo estuvo 32 días y con el que no ganó ninguno de los seis partidos que disputó.
Tras el mes con el equipo inglés regresa al NK Maribor para sustituir a Krunoslav Jurčić. Antes de renunciar al cargo de entrenador en marzo de 2020 ganó dos Ligas y llevó al equipo a la Fase Final de Champions League.
En septiembre de ese mismo año ficha por el Slovan Bratislava. A pesar de que el equipo iba líder en la clasificación y llegó a la final de Copa, una serie de malos resultados hicieron que la Directiva decidiera cesarlo.
En junio de 2021 firma un contrato con el Pafos FC del Campeonato Cyta chipriota.
En la temporada 2022-23 ficha por el, también equipo chipriota, Anorthosis Famagusta

## Palmarés

### Jugador
| Título                     | Club        | País       | Año     |
| -------------------------- | ----------- | ---------- | ------- |
| Primera Liga de Yugoslavia | FK Partizan | Yugoslavia | 1986/87 |
| Copa de Yugoslavia         | FK Partizan | Yugoslavia | 1988/89 |
| Copa de Yugoslavia         | FK Partizan | Yugoslavia | 1991/92 |
| Copa de Austria            | Sturm Graz  | Austria    | 1995/96 |
| Supercopa de Austria       | Sturm Graz  | Austria    | 1996    |
| Copa de Austria            | Sturm Graz  | Austria    | 1996/97 |
| Bundesliga                 | Sturm Graz  | Austria    | 1997/98 |
| Supercopa de Austria       | Sturm Graz  | Austria    | 1998    |
| Bundesliga                 | Sturm Graz  | Austria    | 1998/99 |
| Copa de Austria            | Sturm Graz  | Austria    | 1998/99 |
| Supercopa de Austria       | Sturm Graz  | Austria    | 1999    |

### Entrenador
| Título                 | Club       | País      | Año     |
| ---------------------- | ---------- | --------- | ------- |
| PrvaLiga               | NK Maribor | Eslovenia | 2008/09 |
| Supercopa de Eslovenia | NK Maribor | Eslovenia | 2009    |
| Copa de Eslovenia      | NK Maribor | Eslovenia | 2009/10 |
| PrvaLiga               | NK Maribor | Eslovenia | 2010/11 |
| PrvaLiga               | NK Maribor | Eslovenia | 2011/12 |
| Copa de Eslovenia      | NK Maribor | Eslovenia | 2011/12 |
| Supercopa de Eslovenia | NK Maribor | Eslovenia | 2012    |
| PrvaLiga               | NK Maribor | Eslovenia | 2012/13 |
| Copa de Eslovenia      | NK Maribor | Eslovenia | 2012/13 |
| PrvaLiga               | NK Maribor | Eslovenia | 2016/17 |
| Copa de Eslovenia      | NK Maribor | Eslovenia | 2016/17 |
| PrvaLiga               | NK Maribor | Eslovenia | 2018/19 |
| Copa de Eslovenia      | NK Maribor | Eslovenia | 2018/19 |

### Distinciones individuales
- Entrenador de la Temporada de la Prva Liga: 2011/12[21]